# Matthew Brzezinski
Matthew Brzezinski (* 7. Oktober 1965 in Montreal, Kanada) ist ein amerikanischer Autor und Journalist.

## Leben
Brzezinski ist der Neffe von Zbigniew Brzeziński, des ehemaligen Sicherheitsberaters Lyndon B. Johnsons und Jimmy Carters. Brzezinski ist der Cousin der TV-Journalistin Mika Brzezinski, des Militärexperten Ian Brzezinski und von Mark Brzezinski, der 2022 bis 2024 Botschafter der USA in Polen war. Matthew Brzezinski erreichte 1991 einen Abschluss an der McGill University und begann dann in Warschau als Journalist für die The New York Times, The Economist und The Guardian zu schreiben.
In den späten 1990er-Jahren war er als Reporter für das Wall Street Journal in Moskau und Kiew tätig. Zurück in den Vereinigten Staaten wurde Brzezinski Autor beim The New York Times Magazine und schrieb dort vor allem über den Kampf gegen den Terrorismus nach den Anschlägen des 11. September 2001.
Seine Arbeiten erschienen in vielen anderen Publikationen wie dem The Washington Post Magazine, der Los Angeles Times, und Mother Jones.
Matthew Brzezinski lebt in Manchester-by-the-Sea, Massachusetts mit seiner Frau und drei Kindern.

## Werke
- Casino Moscow. Free Press, 2001
- Fortress America. Bantam Books, 2004
- Red Moon Rising. Holt McDougal, 2007
- Isaac's Army. Random House, 2012